# Michael Tinkham
Michael „Mike“ Tinkham  (* 23. Februar 1928 in Green Lake County, Wisconsin; † 4. November 2010 in Portland, Oregon) war ein US-amerikanischer Physiker, der sich mit Festkörperphysik beschäftigte.
Tinkham studierte am Ripon College (Bachelor 1951) und am  Massachusetts Institute of Technology (Master 1951), wo er 1954 promovierte. 1954/55 war er am Clarendon Laboratory der Universität Oxford und ab 1955 an der University of California, Berkeley, wo er 1957 Assistant Professor und dann Professor wurde. 1958 wurde er Sloan Research Fellow. Ab 1966 war er Professor an der Harvard University. Seit 1966 war er dort Gordon McKay Research Professor of Applied Physics und außerdem seit 1980 Rumford Research Professor of Physics. Er stand von 1975 bis 1978 der Physik-Fakultät vor. 1978/79 war er als Humboldt US Senior Scientist an der Universität Karlsruhe.
Er wurde vor allem für seine Arbeiten über Supraleiter bekannt, so konnte er bereits 1956 mittels optischer Spektroskopie zeigen, dass Supraleiter eine Energielücke aufweisen. Dies war ein wichtiger experimenteller Nachweis einer Kernaussage der BCS-Theorie.  Er schrieb auch ein Standard-Lehrbuch über Supraleitung. In den 2000er Jahren befasste er sich mit Materialien mit Ausmaßen im Nanometer-Bereich wie Nanodrähte und Kohlenstoffnanoröhren.
1967 wurde Tinkham in die American Academy of Arts and Sciences gewählt. Er war seit 1970 Mitglied der National Academy of Sciences. 1974 erhielt er den Oliver E. Buckley Condensed Matter Prize.

## Schriften
- Superconductivity, Gordon and Breach 1966
- Introduction to Superconductivity, McGraw Hill 1975, 2. Auflage 1996, Dover 2004
- Group theory and quantum mechanics, McGraw Hill 1964, Dover 2003